# Nobuo Kishi
Pour les articles homonymes, voir Kishi (homonymie).
Nobuo Kishi (岸 信夫, Kishi Nobuo, né le 1er avril 1959) est un homme politique japonais membre de la Chambre des représentants du Japon.
Depuis le 10 août 2022, il est nommé Conseiller spécial à la Sécurité nationale auprès du Premier Ministre Fumio Kishida.
De septembre 2020 à août 2022, il est ministre de la Défense, d'abord dans le gouvernement Suga, puis dans le gouvernement Kishida. Il est le frère cadet de l'ancien premier ministre Shinzō Abe et le petit-fils de l'ancien premier ministre Nobusuke Kishi.

## Jeunesse et formation
Nobuo est le troisième fils de Shintaro Abe et Yoko Abe (née Kishi). Il est né à Tokyo. Peu de temps après sa naissance, il a été adopté par son oncle maternel, le président de Seibu Oil, Nobukazu Kishi, qui ne pouvait pas avoir d'enfants. Il a ignoré sa filiation réelle et sa relation avec les autres fils de Shintaro Abe (Hironobu et Shinzo Abe) jusqu'à son entrée à l'université.
Kishi a passé la première décennie de sa vie avec son grand-père Nobusuke, à Tokyo. Il est diplômé en 1981 de la Faculté d'économie de l'Université Keiō et a rejoint Sumitomo Corporation, où il a travaillé jusqu'en 2002, notamment aux États-Unis, au Vietnam et en Australie.

## Carrière politique
Avec le soutien de son frère Abe, Kishi a été élu à la Chambre des conseillers en 2004, représentant la Préfecture de Yamaguchi. Il s'est fait connaître comme un spécialiste des questions de sécurité. Il a été secrétaire parlementaire à la Défense (cabinets Fukuda et Aso), vice-président du comité des affaires du régime du PLD à la Chambre des conseillers, vice-président de l'organisation du parti et du quartier général de campagne du PLD, président du comité spécial sur les problèmes d'Okinawa et des territoires du Nord.

### Gouvernement Abe
Kishi a été élu à la Chambre des représentants lors des élections générales japonaises de 2012 après avoir démissionné de son siège à la Chambre des conseillers. Il a repris le siège qui avait appartenu à son grand-père Nobusuke Kishi et à son grand-oncle Eisaku Satō, mais qui avait été perdu au profit du Parti démocrate du Japon lors des élections générales japonaises de 2009. Après les élections de 2012, le frère de Kishi, Abe, est devenu Premier ministre. Kishi a été promu vice-ministre des Affaires étrangères en 2013.
Kishi s'est fait connaître à cette époque pour son rôle dans la promotion des relations entre le Japon et Taïwan. Il a aidé à organiser une réunion historique entre le Premier ministre Abe et le chef de l'opposition ROC Tsai Ing-wen en 2015. Après la réélection de Tsai à la présidence, Kishi a rencontré Tsai à Taïwan en janvier 2020 et à nouveau en juillet 2020 (lorsqu'il a assisté aux funérailles du président Lee Teng-hui).
En 2019, il a publiquement plaidé pour que le Japon acquière des capacités de frappe comme mesure défensive contre la Corée du Nord, et il a déclaré que le Japon ne devrait pas compter sur les États-Unis pour se défendre.

### Gouvernement Suga
Kishi a été nommé ministre de la Défense sous le Premier ministre Yoshihide Suga en septembre 2020. Le commentateur Michael Bosack a décrit cela comme "un choix étrange qui signale une influence factionnelle et peut-être une faveur personnelle", et a soutenu l’hypothèse que la faction dirigée par Hiroyuki Hosoda essayait de construire la réputation de Kishi. À la suite de l'annonce de la nomination de Kishi, un porte-parole du ministère chinois des Affaires étrangères a exprimé l'espoir que le Japon s'abstiendrait de développer des relations officielles avec Taiwan.
À ce poste, il plaide pour une augmentation des dépenses militaires « à un rythme radicalement différent de celui du passé ».
Il renonce, en août 2022, à son portefeuille de ministre de la Défense et à son siège de parlementaire pour raisons de santé, mais aussi à cause de ses liens avec l’Église de l'Unification, connue sous le nom de secte Moon. Ses membres se mobilisaient en période électorale pour soutenir sa campagne.
Son fils est candidat en 2023 pour reprendre son siège de parlementaire.

## Prises de position
Comme son frère Shinzō, Kishi est affilié au lobby révisionniste Nippon Kaigi  et membre de plusieurs groupes de droite à la Diète: 
- Groupe de discussion parlementaire Nippon Kaigi (日本 会議 国会 議員 懇談 会 - Nippon kaigi kokkai giin kondankai)
- Conférence des parlementaires de l'Association shinto de leadership spirituel (神道 政治 連 盟国 会議 員 懇談 会) - NB: SAS aka Sinseiren, Ligue politique shinto, Shinto Seiji Renmei Kokkai Giin Kondankai
- Japon Rebirth (創 生 「日本」 - Sosei Nippon)

Kishi a donné les réponses suivantes au questionnaire soumis par le journal Mainichi aux parlementaires en 2012:
- il est favorable à la révision de la Constitution,
- partisan du droit de légitime défense collective (révision de l'Article 9 de la constitution japonaise),
- contre la réforme de l'Assemblée nationale (monocamérale au lieu de bicamérale),
- pour la réactivation des centrales nucléaires,
- contre l'objectif de l'énergie nucléaire zéro d'ici les années 2030,
- pour le déménagement de la base américaine de Futenma (Okinawa),
- contre l'évaluation de l'achat des îles Senkaku par le gouvernement,
- en faveur d'une attitude forte face à la Chine,
- contre la participation du Japon au Partenariat transpacifique,
- pour réfléchir à doter le Japon de l'arme nucléaire à l'avenir (cependant, après sa nomination au poste de ministre de la Défense en 2020, il a déclaré que cela "ne se produirait jamais")[3],
- contre la réforme de la maison impériale qui permettrait aux femmes de conserver leur statut impérial même après le mariage.

Dans une interview en mars 2014, il a fait valoir que le nationalisme n'était pas en hausse au Japon et que le gouvernement Abe ne changerait pas le bilan du Japon en matière de lutte pour la paix en tant que membre de la société internationale.